# Le 39 chiavi
Le 39 chiavi è una collana di libri di avventura per ragazzi nata nel 2008 e pubblicata in Italia dal 2010 da Edizioni Piemme.

## Le 39 chiavi

### Il labirinto delle ossa
La storia inizia con la lettura del testamento della nonna Grace Cahill: i nipoti Amy e Dan decidono di rinunciare all'eredità di un milione di dollari per iniziare la ricerca delle 39 chiavi, ovvero degli indizi che avrebbero permesso loro di diventare i padroni del mondo, anche se non si conosce esattamente l'effetto provocato dalle chiavi, gareggiando contro gli Holt, Alistair Oh, gli Starling, i Kabra, Jonah Wizard e Irina Skizova. Pagina dopo pagina si scopre che la storia della famiglia Cahill è sotto molti aspetti eccezionale: la dinastia ha inizio cinquecento anni prima e durante il corso dei secoli moltissimi dei suoi componenti, leader, scienziati, artisti e atleti sono diventati importanti e famosi personaggi, in grado di influenzare il corso della storia. 
Il Primo Indizio li porta a scoprire che Benjamin Franklin ha nascosto una chiave a Parigi e convincono la loro Ragazza alla Pari, Nellie Gomez, a portarli a Parigi. Riescono a trovare una chiave e un piccolo flaconcino che però viene loro rubato da Ian Kabra.
La chiave trovata li conduce a Vienna, dove è nato Mozart; scopriranno così la verità sulla sorella del famoso musicista...
Chiave: Soluzione di iridio

### La falsa nota
A Vienna trovano un indizio relativo a Maria Anna Nannerl, la sorella di Mozart, che ha scoperto e nascosto nel suo Diario. Amy e Dan devono recuperarlo rubandolo a Jonah. Trovano così un'altra chiave.
In seguito ad uno scontro con Ian e Natalie Kabra, scoprono che devono andare in Giappone.
Chiave: Tungsteno

### Il ladro di spade
Dan, Nellie e Amy in Giappone incontrano Alistair Oh e i Kabra e decidono di collaborare con loro seguendo una pista che li porta in Corea. Amy e Dan scoprono quindi che tutte le chiavi messe assieme danno gli ingredienti per la Pietra Filosofale. Amy, Dan, i Kabra e Alistair entrano in una grotta e scoprono un'altra chiave, l'Oro. Dopodiché i Kabra chiudono dentro la grotta i tre, che riescono a salvarsi per un pelo. 
Amy Dan e Nellie decidono allora di andare in Egitto.
Chiave: Oro

### Messaggi dall'Oltretomba
In Egitto i ragazzi trovano un indizio lasciato loro da Grace riguardo ad una chiave nascosta in un lago e, grazie a zio Alistar, prendono in prestito il suo sottomarino e trovano la chiave.
Chiave: ½ grammo di mirra

### Il segreto degli zar
In Egitto i ragazzi ricevono un telegramma da un certo NRR e decidono di partire per la Russia lasciando Nellie indietro e alleandosi con gli Holt. Amy e Dan stringono amicizia con Hamilton Holt e si intrufolano in una roccaforte dei Lucian.
Lì scoprono che i loro genitori avevano dei documenti falsi e che erano andati in Australia.
Chiave: 1 grammo di ambra fusa

### Rotta verso Sud
Nellie raggiunge i due ragazzi a Sydney per seguire le tracce dei loro genitori e vanno da un cugino di loro padre che non è un Cahill. In questo libro compare Isabel Kabra, madre di Ian e Natalie, che caccia i due fin quasi a ucciderli ma Hamilton corre in loro aiuto. Amy scopre che Isabel e Irina erano presenti la sera in cui ci fu l'incendio che uccise i genitori e che fu proprio Amy a causare la loro morte. Iniziano a sospettare di Nellie a causa di alcuni messaggi che arrivano sul suo computer, che risultano criptati. Una pista li porta a Krakatau dove incontrano Alistar e si nascondono in una capanna; purtroppo però Isabel le dà fuoco e Irina Skizova muore per salvarli. I ragazzi scoprono nella sua borsa un indizio in una canzone.
Chiave: Acqua

### Il risveglio del leone
I ragazzi partono, la mattina dopo la morte di Irina, per Pretoria, in Sud Africa, e si infilano in una roccaforte degli Holt dove finiscono nei pasticci scoprendo un'altra chiave. Credono che la chiave sia il diamante, ma alla fine scoprono che la vera chiave non è quella ma aloe, che avevano sempre avuto sotto il naso. Vengono però catturati da Isabel e successivamente riescono a scappare, portandosi con loro il veleno che i Kabra avevano rubato loro nel primo libro. La fiala però, durante la fuga, si rompe e il liquido avvelena Dan finendo sul suo braccio. Per ottenere l'antidoto vanno, grazie ad un amico di Grace, nella sua casa in Madagascar, dove scoprono di essere dei Madrigal.
Chiave: Aloe

### Il codice dell'imperatore
In questo libro, Amy e Dan partono per la Cina. Qui Dan si separa da Amy e Nelly perché la prima ha dei dubbi sulle vere intenzioni dei genitori. Allora Dan, una volta pentito, incontra Jonah Wizard che gli promette di aiutarlo a ritrovare la sorella; invece poi lo usa per trovare la chiave, ma quando sta per essere ucciso da una finta statua lo salva e dice poi alla madre di voler uscire dalla competizione. Intanto Amy e Nelly scoprono che la chiave si trova sulla cima del monte Everest dove alla fine incontrano Dan e fanno pace.
Chiave: Seta liquida

### Sull'orlo della tempesta
Dalla Cina i fratelli Cahill vanno in Giamaica sulle tracce di Anne Bonny, spavalda piratessa. I fratelli Cahill scopriranno di più sui Madrigal e sulla loro capostipite Medeleine Cahill. Presto verrà scoperta l'identità dell'uomo in nero che alla fine si afferma come Fiscke Cahill, un fratello di Grace.
Chiave: Macis

### La chiave di Shakespeare
Amy e Dan secondo gli indizi precedentemente trovati, vanno a Londra dove scoprono che William Shakespeare era un Madrigal nipote di Medeleine Chaill. Nella tomba di Shakespeare i fratelli trovano un indizio che li conduce sull'isola dei Cahill, che non è segnata sulle mappe, dove sconfiggeranno Isabel Kabra grazie all'aiuto degli altri rami delle famiglie, e vinceranno la caccia alle 39 chiavi. Però le avventure non sono finite qui, perché l'avvocato McIntyre li informa che una potente famiglia che è da tempo sulle tracce dei Cahill.
Chiavi: rosmarino, osso, assenzio, zinco, perla, miele, zolfo, mughetto, rame, argento, fosforo

## I rami della famiglia Cahill
- Ekaterina, il ramo degli scienziati e degli inventori, capostipite Katherine Cahill. Quartier generale: Il Cairo, Egitto. Roccaforte: Triangolo delle Bermuda, Bahamas, Stati Uniti d'America (Florida e Porto Rico) e Regno Unito (Turks e Caicos e Bermuda). Partecipanti alla caccia alle 39 chiavi: Oh, Starling. Membri importanti nella storia: Thomas Edison + James Watt + Elias Howe + Marie Curie + Howard Carter
- Janus, il ramo degli artisti, capostipite Jane Cahill. Quartier generale: Venezia, Italia. Partecipanti alla caccia alle 39 chiavi: Wizard + Chen. Membri importanti nella storia: Wolfgang Amadeus Mozart + Maria Anna Mozart + Leopold Mozart + Rembrandt + Picasso + Franz Schubert + Scott Joplin + Harry Houdini + Van Gogh + Andy Warhol + Raoul Lufbery + Rodin + Walt Disney + Beethoven + Mark Twain + Elvis Presley + Dr. Seuss + Charlie Chaplin + Snoop Dogg + Ibsen + Kurosawa + Basquiat + Gilbert Stuart + Pu Yi + Quianlong + Luis Armstrong + John Lennon + Reginald Fleming Jonhston + George Mallory
- Lucian, il ramo degli strateghi, capostipite Luke Cahill. Quartier generale: Parigi, Francia. Roccaforte: Mosca, Russia + Karachi, Pakistan. Partecipanti alla caccia alle 39 chiavi: Kabra, Skizova + Radova. Membri importanti nella storia: Benjamin Franklin + Napoleone Bonaparte + Isaac Newton + Winston Churchill + Bernardino Drovetti + Flinders Petrie + Anastasia Nikolaievna Romanova + Aleksej Romanov + Nicolaj Romanov + Konstantin Romanov
- Tomas, il ramo degli atleti, capostipite Thomas Cahill. Quartier generale: Natal, Sudafrica. Partecipanti alla caccia alle 39 chiavi: Holt + Malusi, Yaman, Bhekisisa, Bardsley. Membri importanti nella storia: Toyotomi Hideyoshi
- Madrigal, il ramo dei buoni, che ha l'obiettivo di riunire la famiglia e ridurre i numerosi conflitti che si presentano al suo interno, capostipite Madeleine Cahill. Quartier generale: Isola dei Cahill, Irlanda. Partecipanti alla caccia alle 39 chiavi: Cahill, Gomez (membro onorario) + McIntyre. Membri importanti nella storia: Amelia Earhart + Anne Bonny + Mary Read + Nanny Sharpe + Madre Teresa + Anna Kuliscioff + Joe di Maggio + William Shakespeare

Altre roccaforti: Miami, Stati Uniti d'America + Dakar, Senegal + Khartum, Sudan + Calcutta, India + Rangun, Birmania + Bangkok, Thailandia + Singapore, Singapore + Darwin, Australia

## Edizioni
- Rick Riordan, Le 39 chiavi - Il labirinto delle ossa, collana Il battello a vapore, Piemme, 2010.
- Korman Gordon, Le 39 chiavi - La falsa nota, collana Il battello a vapore, Piemme, 2010.
- Peter Lerangis, Le 39 chiavi - Il ladro di spade, collana Il battello a vapore, Piemme, 2011.
- Jude Watson, Le 39 chiavi - Messaggi dall'oltretomba, collana Il battello a vapore, Piemme, 2011.
- Patrick Carman, Le 39 chiavi - Il segreto degli zar, collana Il battello a vapore, Piemme, 2011.
- Jude Watson, Le 39 chiavi - Rotta verso Sud, collana Il battello a vapore, Piemme, 2012.
- Peter Lerangis, Le 39 chiavi - Il risveglio del leone, collana Il battello a vapore, Piemme, 2012.
- Gordon Korman, Le 39 chiavi - Il codice dell'imperatore, collana Il battello a vapore, Piemme, 2012.
- Linda Sue Park, Le 39 chiavi - Sull'orlo della tempesta, collana Il battello a vapore, Piemme, 2013.
- Margaret Peterson Haddix, Le 39 chiavi - La chiave di Shakespeare, collana Il battello a vapore, Piemme, 2013.